# Washington Open 1991
Il Washington Open 1991, noto come Sovran Bank Classic per motivi di sponsorizzazione, è stato un torneo di tennis giocato sul cemento. È stata la 24ª edizione del torneo di Washington e faceva parte della categoria Championship Series nell'ambito dell'ATP Tour 1991, Si è giocato a Washington negli Stati Uniti, dal 15 al 21 luglio 1991.

## Campioni

### Singolare
Andre Agassi ha battuto in finale  Petr Korda con il punteggio di 6–3, 6–4

### Doppio
Scott Davis /  David Pate hanno battuto in finale  Ken Flach /  Robert Seguso con il punteggio di 6–4, 6–2